# Ubuntu-restricted-extras
Ubuntu Restricted Extras (dosł. Ograniczone Dodatki Ubuntu) – pakiet oprogramowania dla systemu operacyjnego Ubuntu, który pozwala użytkownikowi na zainstalowanie niezbędnego oprogramowania, które nie jest włączone do systemu z powodów prawnych lub związanych z prawami autorskimi.
Jest to meta-pakiet, który instaluje:
- obsługę plików MP3 i nieszyfrowanych płyt DVD,
- Microsoft TrueType core fonts,
- wtyczkę Adobe Flash,
- kodeki powszechnych formatów audio i wideo.

## O pakiecie
Oprogramowanie zawarte w tym pakiecie nie jest domyślnie dołączone do Ubuntu, ponieważ osoby zarządzające Ubuntu chcą dołączać tylko całkowicie darmowe oprogramowanie do gotowych instalacji. Oprogramowanie w tym pakiecie może być zamknięte, obciążone patentami na oprogramowanie lub w inny sposób ograniczone. Na przykład wtyczka Adobe Flash jest oprogramowaniem o zamkniętym źródle. Ponadto opatentowano wiele formatów multimedialnych, takich jak MP3 i H.264. W krajach, w których mają zastosowanie te patenty, legalna dystrybucja oprogramowania korzystającego z tych formatów może wymagać uiszczenia opłat licencyjnych właścicielom patentów.

## Zawartość
Ubuntu Restricted Extras to metapakiet i zawiera następujące zależności:
- flashplugin-installer,
- gstreamer0.10-ffmpeg,
- gstreamer0.10-fluendo-mp3,
- gstreamer0.10-pitfdll,
- gstreamer0.10-plugins-bad,
- gstreamer0.10-plugins-ugly,
- gstreamer0.10-plugins-bad-multiverse,
- gstreamer0.10-plugins-ugly-multiverse,
- icedtea6-plugin,
- libavcodec-extra-52,
- libmp4v2-0,
- ttf-mscorefonts-installer,
- unrar.

Począwszy od Ubuntu 10.10, niektóre z tych zależności są uwzględnione pośrednio, poprzez inny metapakiet zwany Ubuntu Restricted Addons.

## Dołączenie do systemów
Ze względu na status prawny oprogramowania zawartego w ograniczonych dodatkach Ubuntu pakiet nie jest domyślnie dołączony do żadnych plików instalacyjnych Ubuntu. Niektóre dystrybucje, jak np. Pinguy OS, zawierają ten pakiet na mediach instalacyjnych.